# The Hunting Party
The Hunting Party je v pořadí šesté studiové album americké rockové skupiny Linkin Park. Album, které bylo produkováno členy skupiny Mikem Shinodou a Bradem Delsonem, bylo vydáno společností Warner Bros. Records ve většině zemí 13. června 2014 a bude vydáno 17. června 2014 Severní Americe. Je to první album od alba Meteora, které nebylo produkováno Rickem Rubinem, který produkoval předchozí tři alba této skupiny. The Hunting Party neobsahuje tolik prvků electronic rocku jako předchozí dvě alba.

## Skladby
Hudbu složil(i) Linkin Park, texty napsal(i) Chester Bennington a Mike Shinoda.
| Pořadí         | Název                                 | Délka |
| -------------- | ------------------------------------- | ----- |
| 1.             | Keys to the Kingdom                   | 3:38  |
| 2.             | All for Nothing (feat. Page Hamilton) | 3:33  |
| 3.             | Guilty All the Same (feat. Rakim)     | 5:55  |
| 4.             | The Summoning                         | 1:00  |
| 5.             | War                                   | 2:11  |
| 6.             | Wastelands                            | 3:53  |
| 7.             | Until It's Gone                       | 3:53  |
| 8.             | Rebellion (feat. Daronem Malakianem)  | 3:44  |
| 9.             | Mark the Graves                       | 5:05  |
| 10.            | Drawbar                               | 2:46  |
| 11.            | Final Masquerade                      | 3:37  |
| 12.            | A Line in the Sand                    | 6:35  |
| Celková délka: | Celková délka:                        | 45:12 |